# Królewskie Siły Powietrzne Omanu
Królewskie Siły Powietrzne Omanu (trb. Al-Quwwat al-Jawwiya al-Sultanat Oman) – wojska lotnicze Omanu. Powstał w marcu 1959 jako Siły Powietrzne Sułtanatu Omanu (SOAF) z pomocą brytyjskiego personelu i przekazanych przez Royal Air Force samolotów treningowych Scottish Aviation Pioneers i Percival Provost T.52. Obecną nazwę przyjęły w 1990 roku.

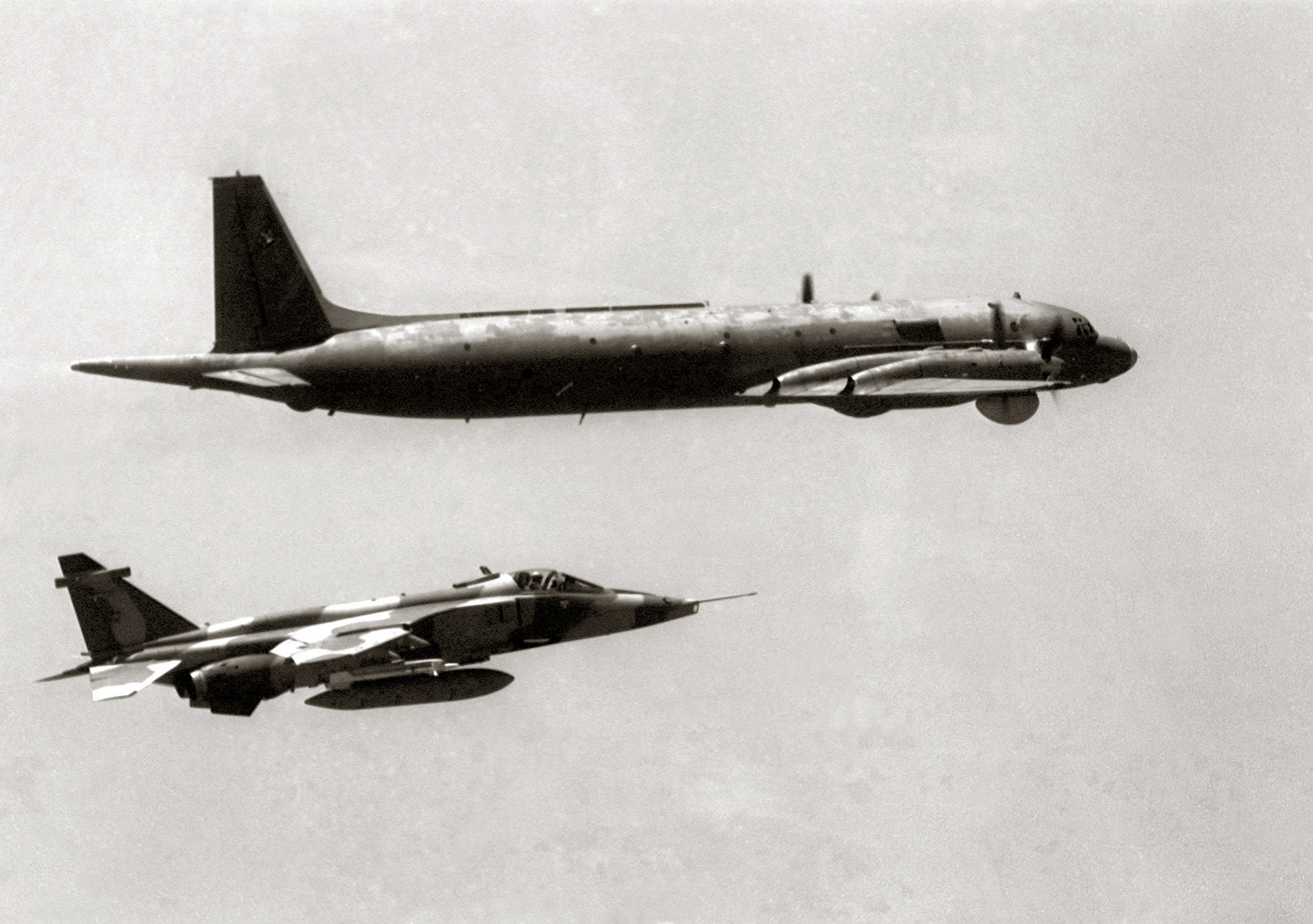
Jaguar S(O) eskortujący Ił-38 w 1987.

Od początku lotnictwo Omanu bazowało niemal wyłącznie na sprzęcie sprowadzanym z Wielkiej Brytanii. W 1968 do walki z partyzantką w regionie Zufar zakupiono 12 BAC 167 Strikemaster Mk.82. W 1974 zakupiono osiem BN-2A-21 Defenders, trzy BAC One-Eleven i Vickers VC-10 (VIP). W 1976 dostarczono pierwszy z ex-jordańskich myśliwców Hawker Hunter. W 1974 roku zamówiono 10 SEPECAT Jaguar S(O) i dwa Jaguar B(O), które dostarczono od 1977 roku. W 1980 dokupiono dalsze 10 S(O) i dwa B(O), dostarczone w 1983. W 1982 odkupiono brytyjski Jaguar S GR1, a w 1986 Jaguara B T2. Od 1990 całą flotę zmodernizowano, a w 1998 dokupiono ostatniego Jaguara S. Od 1997 zmodernizowano 17 pozostających w służbie Jaguarów do standardu GR3A oraz dokupiono jednego Jaguara S. W latach 1981–1983 dostarczano trzy transportowe C-130H Hercules.
W 25 sierpnia 1985 Oman podpisał list intencyjny w sprawie zakupu ośmiu Panavia Tornado ADV z opcją na cztery sztuki i dostawami od 1987, transakcji nigdy nie zrealizowano, z zakupu wycofano się w 1992 roku. Między 1993 i 1994 14 Hunter Mk.73 i cztery dwumiejscowe Hunter T.67 zastąpiło 12 jednomiejscowych szturmowych BAE Hawk Mk.203 i cztery szkolne Hawk Mk.103. W 2002 zamówiono 12 wielozadaniowych Lockheed Martin F-16C/D Block 50, które dostarczono od 2005 roku. 14 grudnia 2011 zawarto drugi kontrakt na 10 F-16C i 2 F-16D Block 50. W 2009 zamówiono jeden C-130J-30 Super Hercules, a w 2010 dalsze dwa C-130J. Ich dostawy rozpoczęto w 2012 roku.
21 grudnia 2012 brytyjski BAE Systems poinformowało o podpisaniu z Omanem kontraktu o wartości 2,5 mld GBP na 12 myśliwców Eurofighter Typhoon i 8 szkolnych Hawk AJT. 11 września 2013 w zderzeniu dwóch Jaguarów zginął jeden z pilotów. 22 września 2013 w innej katastrofie utracono jeden F-16C, jego pilot zginął. 3 kwietnia 2014 Oman odebrał pierwszego F-16C-50 drugiej transzy. 6 sierpnia 2014 wycofano ostatnie Jaguary. 21 czerwca 2017 dostarczono dwa pierwsze Eurofightery w wersji dwumiejscowej.

## Wyposażenie

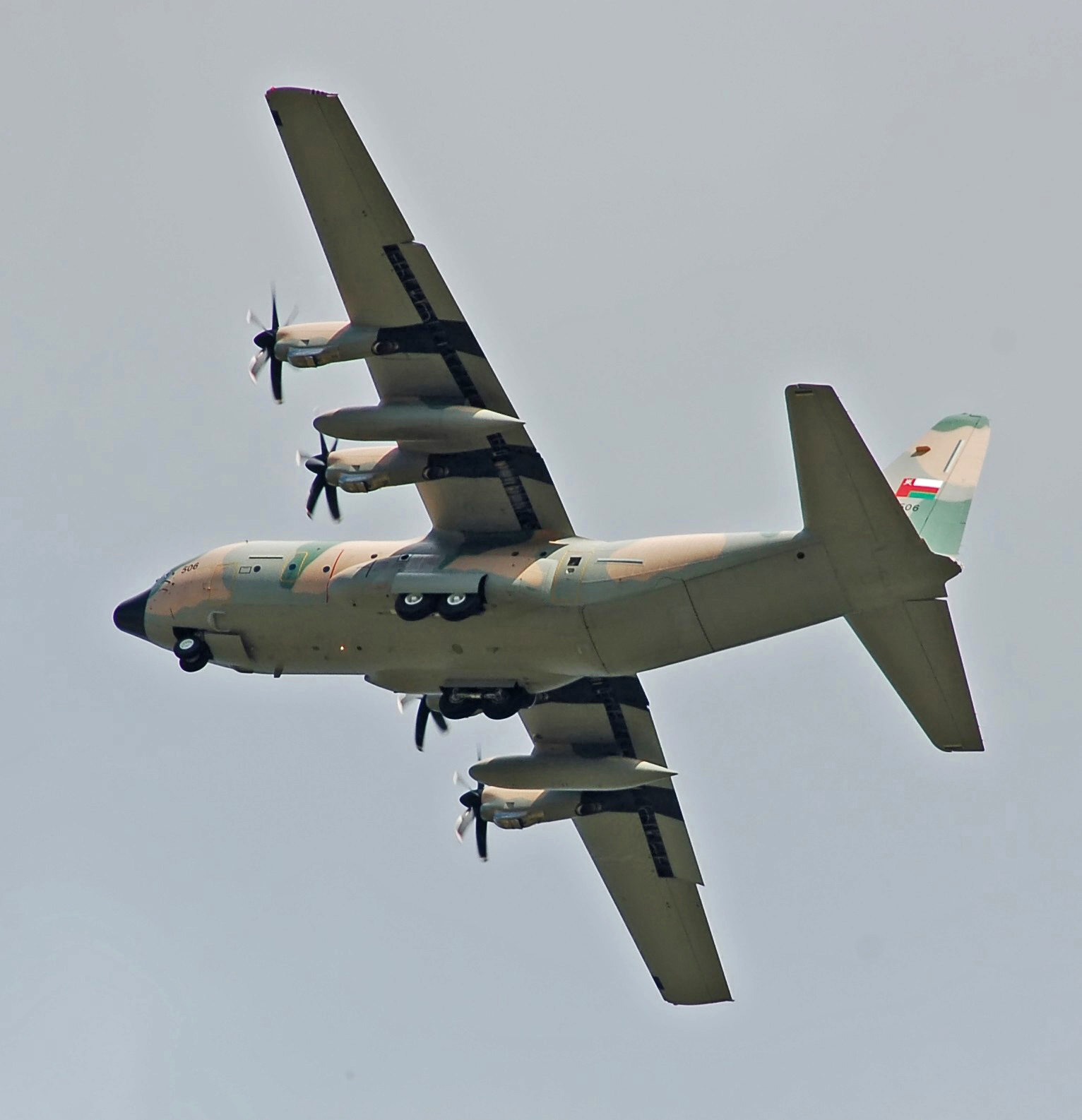
C-130J Super Hercules
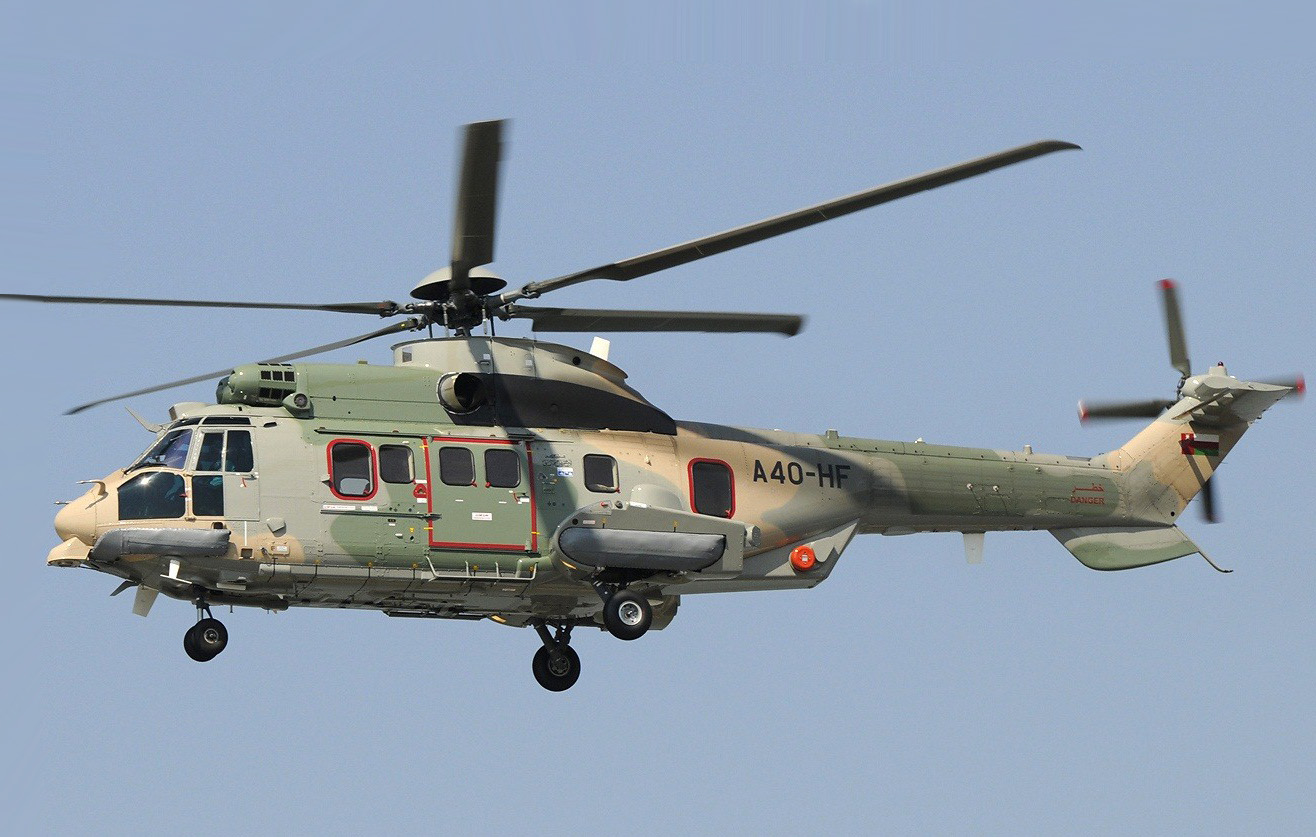
EC 225LP Super Puma
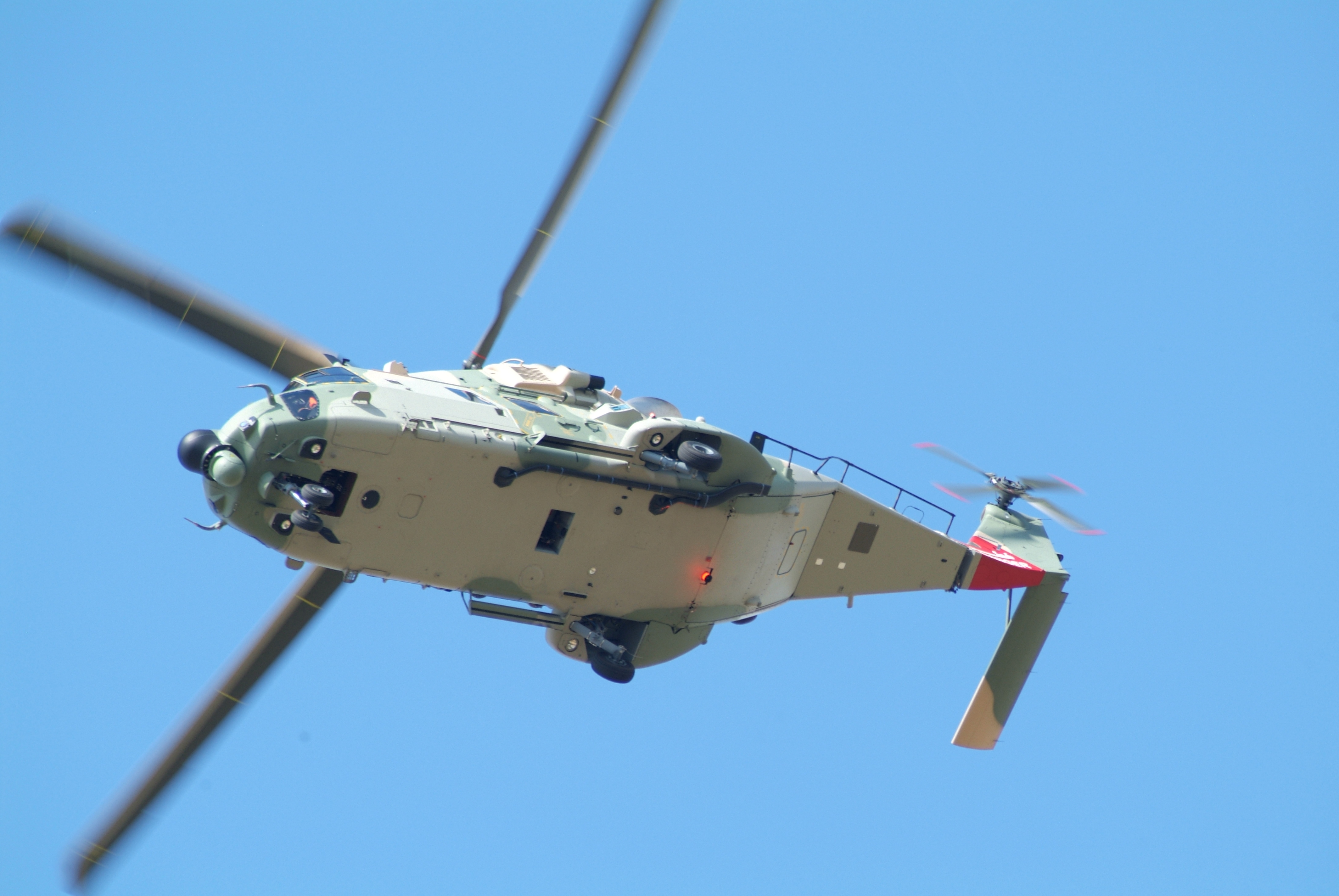
NH-90
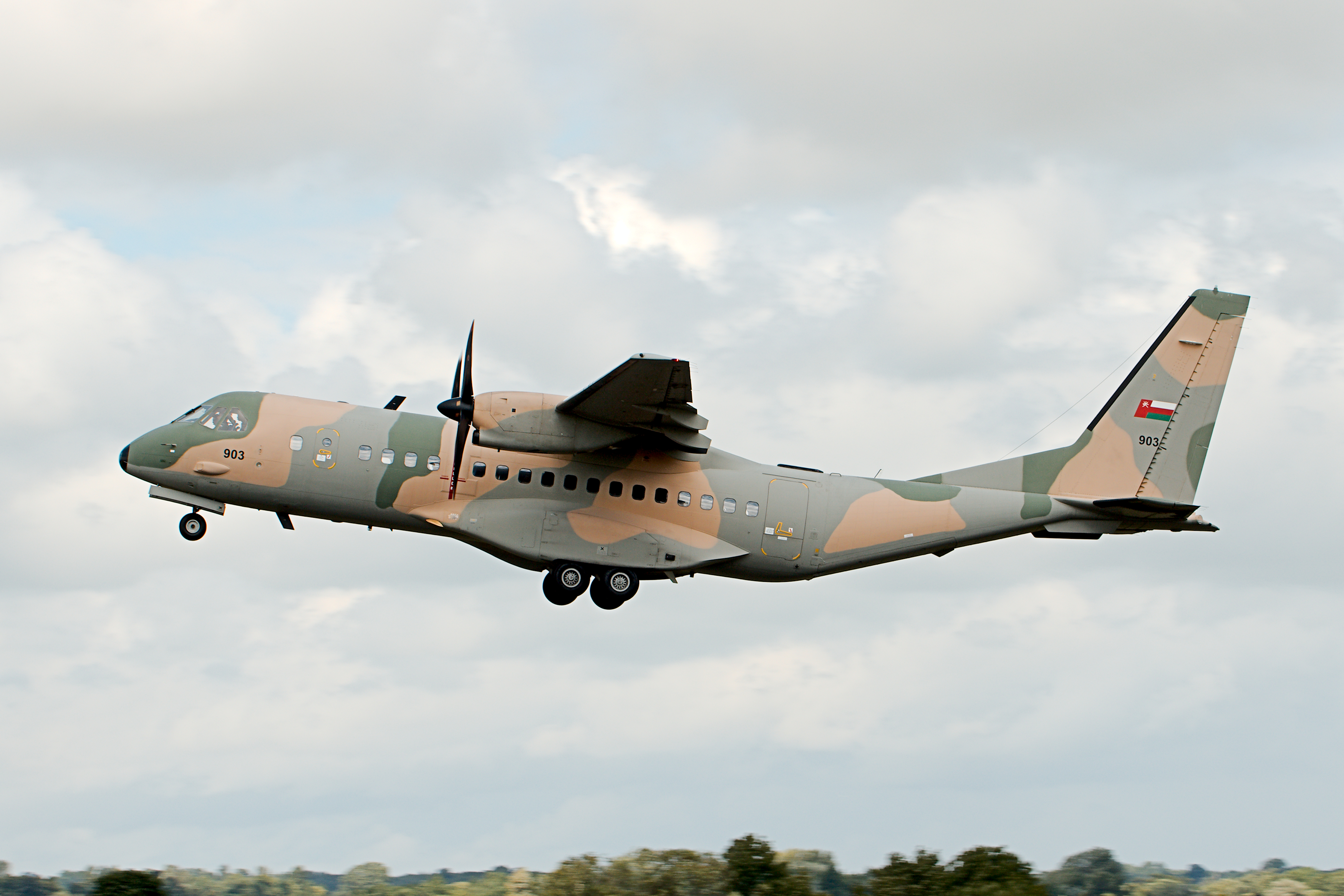
C-295M

| Samoloty                | Samoloty          | Samoloty                                | Samoloty          | Samoloty | Samoloty             | Samoloty |
| Samolot                 | Prod.             | Typ                                     | Wersja            | Liczba   | Uwagi                |          |
| ----------------------- | ----------------- | --------------------------------------- | ----------------- | -------- | -------------------- | -------- |
| Eurofighter Typhoon     | Wielka Brytania   | myśliwiec                               | FGR4 T3           | 6 3      | Zamówiono 12.        |          |
| F-16 Fighting Falcon    | Stany Zjednoczone | myśliwiec                               | F-16C F-16D       | 17 6     | Jeden F-16C utracono |          |
| BAE Hawk                | Wielka Brytania   | szkolenie zaawansowane samolot wsparcia | 103 165 203       | 4 0 10   | Zamówiono 8.         |          |
| Dornier Do 228          | Niemcy            | transport                               | Do 228-100        | 2        |                      |          |
| Lockheed C-130 Hercules | Stany Zjednoczone | transport                               | C-130J C-130J-30  | 2 1      |                      |          |
| CASA C-295              | Hiszpania         | transport patrolowy                     | C-295M C-295MPA   | 5 3      |                      |          |
| Short SC.7 Skyvan       | Wielka Brytania   | transport patrolowy                     | 3M                | 2 3      |                      |          |
| Airbus A320             | Niemcy            | transport VIP                           | A320CJ            | 2        |                      |          |
| Pilatus PC-9            | Szwajcaria        | szkolenie podstawowe                    | PC-9M             | 12       |                      |          |
| Śmigłowce               |                   |                                         |                   |          |                      |          |
| Agusta-Bell AB205       | Włochy            | SAR                                     | AB205A-1          | 21       |                      |          |
| Bell UH-1 Iroquois      | Stany Zjednoczone |                                         | HH-1H             | 20       |                      |          |
| Bell 214                | Stany Zjednoczone |                                         | 214 214ST         | 5 6      |                      |          |
| NHI NH90                | Francja           | wielozadaniowy                          | TTH               | 17       |                      |          |
| AgustaWestland AW139    | Włochy            |                                         |                   | 10       |                      |          |
| Agusta-Bell AB212       | Włochy            |                                         | AB212             | 3        |                      |          |
| Bell 206                | Stany Zjednoczone | szkolny                                 | 206B              | 5        |                      |          |
| Eurocopter Super Puma   | Francja           |                                         | AS 332C AS 332L-1 | 3        |                      |          |
| Westland Lynx           | Wielka Brytania   |                                         | Mk.120            | 15       |                      |          |

### Wycofane

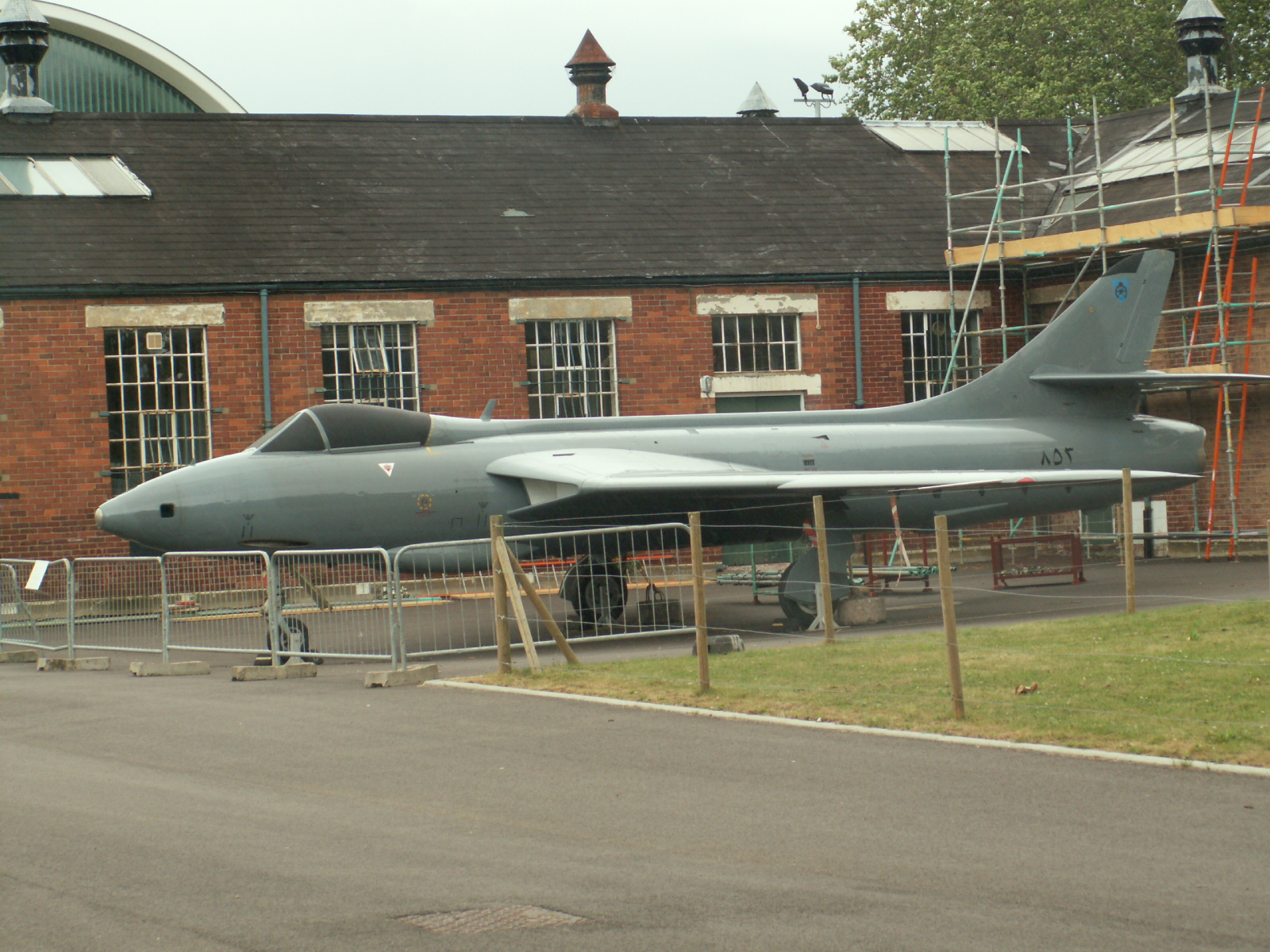
Hawker Hunter
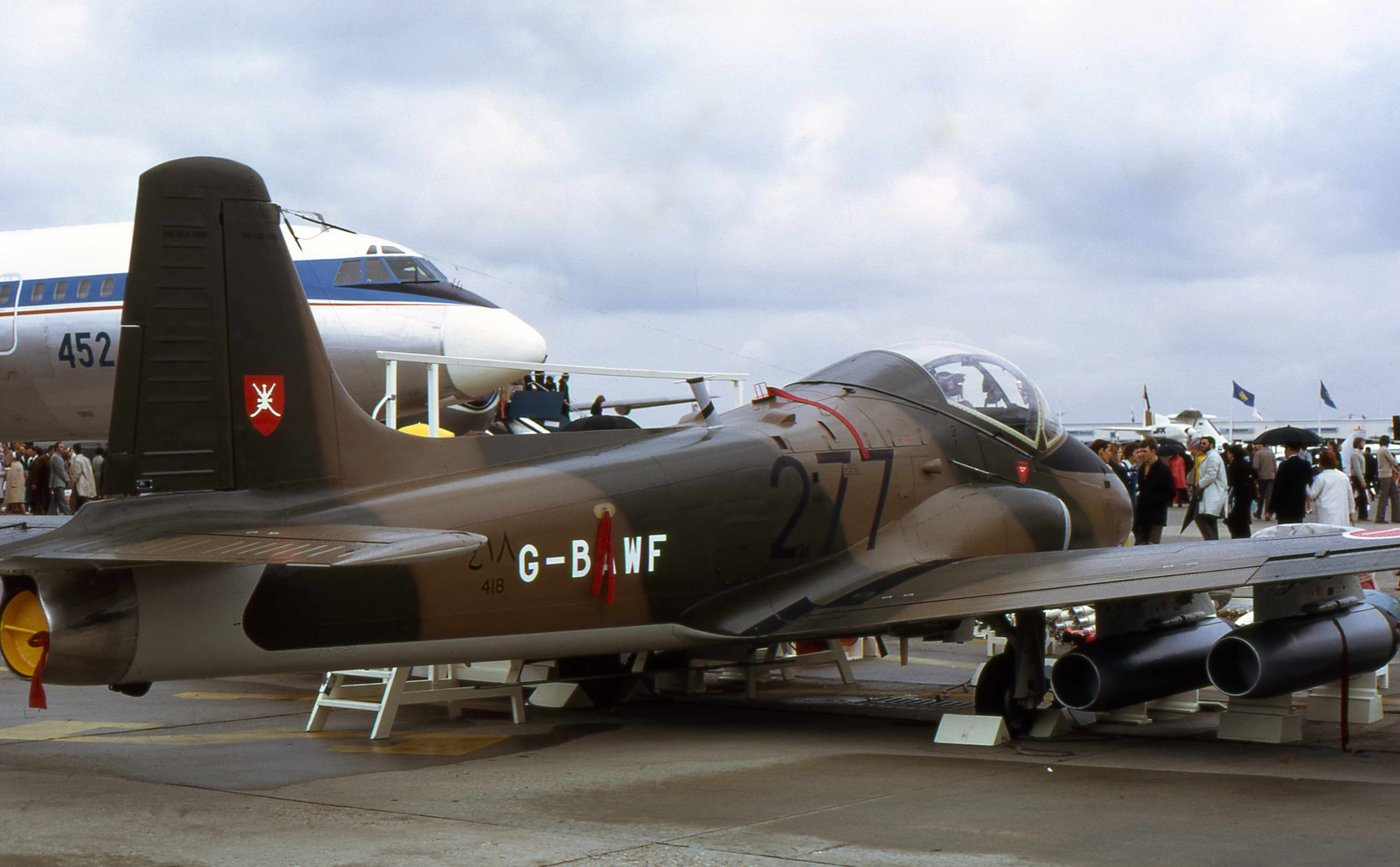
BAC 167 Strikemaster
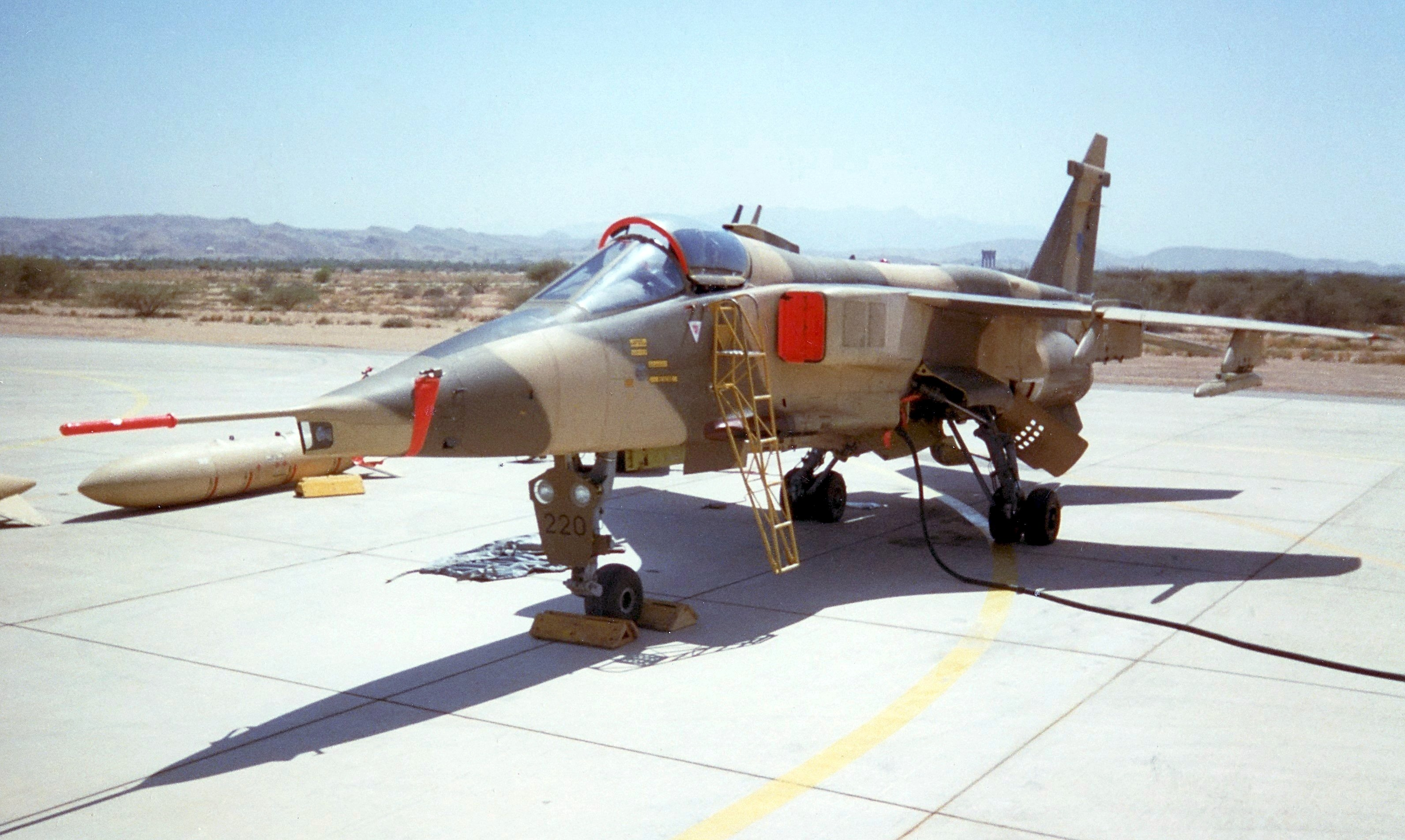
Jaguar S(O)
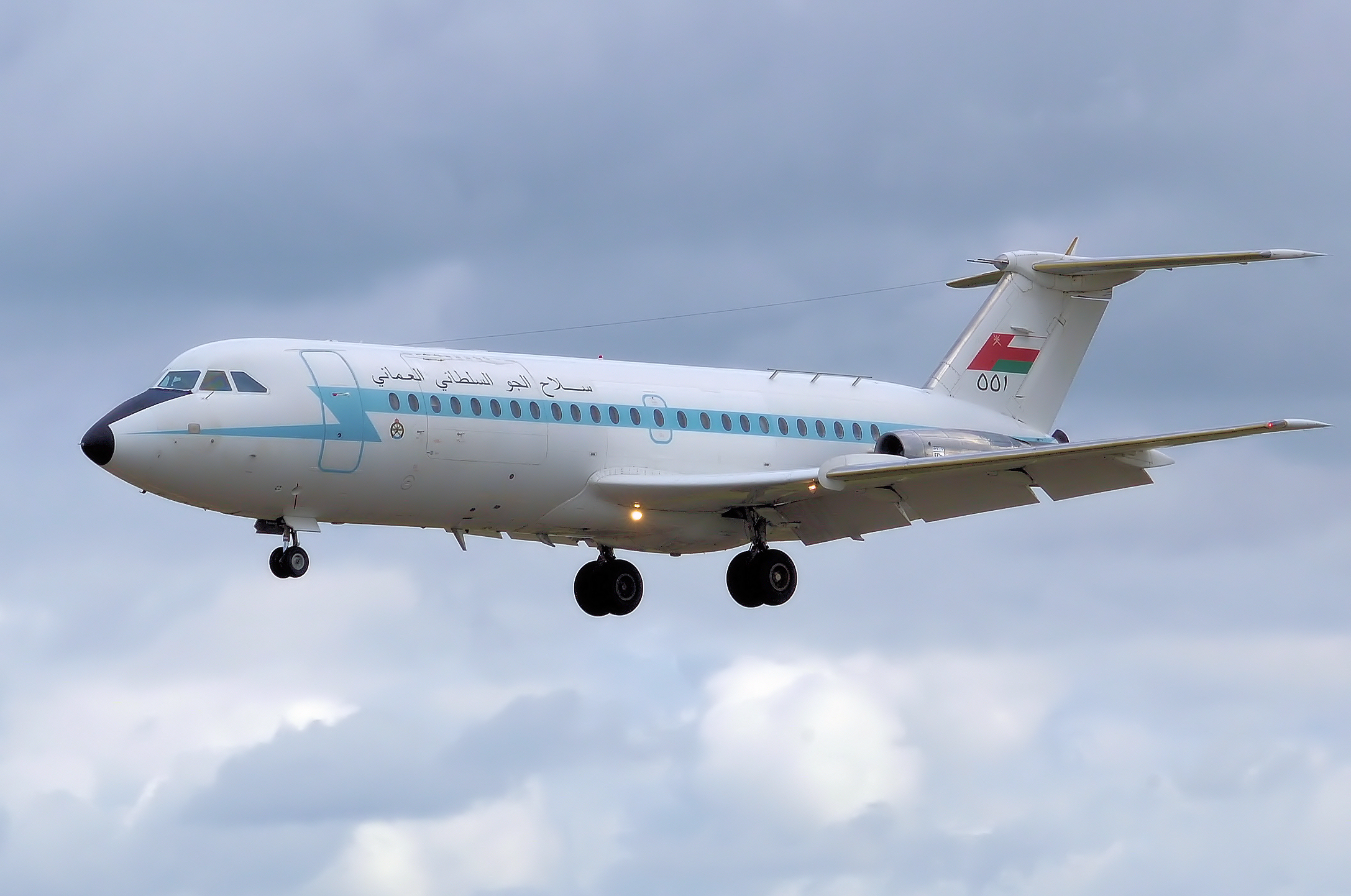
BAC 1-11

- 33 Hawker Hunter FGA.73\73A\73B, FR.10, T.66
- 25 BAC Strikemaster Mk 82/82A
- 8 F-5A Freedom Fighter – wypożyczone od Iranu
- 27 SEPECAT Jaguar S, B
- 4 Douglas C-47 Dakota
- 7 Vickers Viscount
- 3 BAe BAC-1-11
- 8 Britten-Norman BN-2 Islander
- 2 Pilatus PC-6 Porter
- 5 de Havilland Canada DHC-2 Beaver
- 6 de Havilland Canada DHC-4 Caribou
- 4 de Havilland Canada DHC-5 Buffalo
- 3 Lockheed C-130H Hercules
- 9 Percival Provost Mk.52
- 4 Westland Wessex HC.2
- 4 FFA AS202 Bravo
- 4 Scottish Aviation Pioneer